# 가나안 성도
가나안 성도(영어: unchurched, The Unchurched, unchurched people) 혹은 가나안 교인이라는 용어는 성경의 나오는 지명인 '가나안'을 거꾸로 하면 '안나가'라는 문자이며 어떤 특정한 곳에 가지 않는다는 의미이다. 그러므로 '가나안' 교인이란 교회에 나가지 않지만 자신은 크리스천이라고 말하는 사람들이다. 교인이란 교회를 출석하는 성도인데 교회에 나가지 않는 사람에게 교인이라는 용어를 사용하는 것은 문제가 있다. 이미 미국에서는 'Believing without Belonging (소속없는 신앙)' 혹은 'unchurched Christian (교회없는 크리스천)'이라고 부르고 있다. 그들은 명목상 기독교인들이다. 한국교회와 다음세대를 위하여서는 가나안 성도에 대한 문제를 해결해야 할 과제이다.

## 교회에 나가지 않은 이유
- 교회의 이중적인 모습에 실망
- 무조건적으로 믿음을 강조하는 것에 거부
- 기존 교회에 대한 의심과 불신
- 성도들간에 분열
- 극우 정치화
- 지도자들에 대한 실망
- 개인의 삶을 간섭[2]
- 구원의 확신 강요
- 지나친 봉사와 훈련을 강조
- 목회자의 윤리문제
- 교회내 권위적이며 비민주적 분위기[3]
- 교회 세습

## 전망
어떤 분석에 따르면 가나안 성도들은 신앙을 포기해서가 아니라 자신들의 관점과 다른 여러 신앙적 이유로 교회를 떠났기 때문에, 교회 공동체가 좋은 모습을 보인다면 70~80%는 다시 돌아올 것 같다고 전망한다.

## 같이 보기
- 이름뿐인 신자
- 한국교회
- 한국교회와 다음세대

## 참고 문헌
1. 김찬영, 2030 밀레니얼 세대 가나안 성도 현상에 관한 연구, 장로회신학대 석사 논문
2. 양희송,  ＜가나안 성도 교회 밖 신앙＞(서울: 포이에마, 2014)
3. 소강석, <안 나가? 가나안!>(쿰란출판사)
4. 안명준, 한국교회의 문제점, 조직신학연구, 2권, 2003
5. 안명준외 26명, <한국교회와 다음세대> (서울: 아벨서원, 2024)
6. 안명준 외, <한국교회 대학부이야기> (서울: 세움북스, 2022)
7. 안명준 외, <교회통찰> (서울:세움북스, 2020)